# Andrea Moda Formula
Andrea Moda Formula je bivša automobilistička momčad, koja se u Formuli 1 natjecala 1992. Momčad je osnovao Andrea Sassetti, a u Formuli 1 su se uspjeli kvalificirati na samo jednu utrku.

## Početak u automobilizmu
Jedna od najkontroverznijih momčadi u povijesti Formule 1 svoj je put počela kada je Andrea Sassetti, osnivač i vlasnik Andrea Mode, modne kompanije koja je proizvodila ženske cipele, kupio momčad Coloni u rujnu 1991. te je preimenovao u ime svoje kompanije. Izvor Sassettijevog bogatstva ostaje misterija. On je tvrdio da je bogat zbog bogatog oca, ali većina je smatrala da se obogatio na kockanju, a neki da je čak se obogatio preko mafije, s obzirom na to da su pucali na njega jednom restoranu i da su mu zapalili diskoteku. Isto tako, tražio je od ljudi u njegovoj tvornici cipela da rade i u njegovoj F1 momčadi jer je u momčadi radilo samo 40 ljudi.

## Formula 1
Momčad je sklapila dogovor sa Simtekom oko otkupa bolida kojeg je Simtek radio u suradnji s BMW-om 1990. zbog navodnog ulaska BMW-a u Formulu 1 koji se na kraju nije dogodio. Motor koji su počeli ugrađivati u bolid je bio Judd V10. Bolid Andrea Moda S921 za 1992. nije bio spreman pa su morali uzeti modificirani Coloni C4B, a vozači su bili Enrico Bertaggia i Alex Caffi. Međutim, bolid nije bio jedini problem. Osim par demonstracijskih krugova na Kyalamiju, nisu smjeli nastupiti jer momčad nije platila 100 000 dolara depozita jer su vođeni kao nova momčad. Budući da je Andrea Moda kupila Colonijeve pogone i sve ostalo od Colonija, Sassetti je smatrao da nisu nova momčad, već da su momčad koja odavno se natječe, ali FIA je ostala pri svome. Nakon što su nekako uspjeli izgladit stvari s FIA-om, pojavili su se na VN Meksika, ali opet nisu nastupili jer bolid nije još uvijek bio spreman. Zbog svega toga, Bertaggia i Caffi su počeli kritizirati momčad, za što im je Sassetti zahvalio otkazom. Umjesto njih su došli Roberto Moreno i Perry McCarthy
Na VN Brazila opet problemi, jer FIA nije htjela dati superlicencu Perryju McCarthyju. Moreno je izašao na stazu u novom S921 bolidu i postavio kvalifikacijsko vrijeme koje je bilo 22,866 sekundi sporije od najboljeg vremena Nigela Mansella u Williams-Renaultu. U to vrijeme Caffi se pokušava vratiti u momčad i navodno donosi 1 milijun dolara sponzorskog novca. Sassetti ga je htio vratiti, ali FIA je to stopirala jer im je bilo dosta cirkusa oko vozača što ga je Sassetti izvodio. Zbog toga i zbog činjenice da je izgubio popriličan sponzorski novac, Sassetti sve više zanemaruje McCarthyja i posvećuje se Morenu. Na kvalifikacijama za VN Španjolske Moreno smanjuje zaostatak u odnosu na prethodne kvalifikacije, "samo" 16,965 sekundi zaostatka za Mansellom, dok McCarthy nije ni nastupao. Napredak je vidljiv i na kvalifikacijama za VN San Marina, gdje Morenov zaostatak iznosi 7,101 sekundi za Mansellom, a McCarthy koji prvi put vozi kvalifikacije u sezoni zaostaje 15,695 sekundi. 
I onda dolazi vrhunac Andrea Mode u Formuli 1, VN Monaka. McCarthy je uglavnom kružio stazom te postavio vrijeme 15 minuta i 35,511 sekundi sporije od prvog od šest vozača u pretkvalifikacijama, Michelea Alboreta u Footwork-Mugen-Hondi. Moreno je zajedno s Alboretom, Bertrandom Gachotom i Andreom Chiesom prošao pretkvalifikacije, i onda u kvalifikacijama odvezao vrijeme za 26. mjesto, posljednje koje je vodilo u utrku. U utrci se Moreno 11 krugova vozio na posljednjem mjestu, a onda je odustao zbog kvara na motoru. Kasnije će se ispostaviti da su ovih 11 krugova, jedini krugovi sto ih je Andrea Moda odvozila u Formuli 1. Kad se činilo da su se malo smirili i uozbiljili, na sljedećoj utrci zamalo nisu nastupili jer nisu imali motore budući da Sassetti nije platio Juddu, pa su se obratili Brabhamu koji je također koristio Juddove motore, i koji im je posudio motor. Moreno nije uspio proći pretkvalifikacije, a McCarthy nije nastupio. 
Vrhunac neorganizacije i cirkusa u momčadi se dogodio na VN Francuske na kojoj nisu nastupili jer im je kamion s opremom zapeo u tadašnjoj blokadi francuskih vozača kamiona, a što je najgore, sve su momčadi uspjele ispregovarati da puste njihove kamione osim Andrea Mode. Zbog svega toga, i ono malo sponzora je napustilo momčad i Sassetti je morao sam u potpunosti financirati momčad.

## Rezultati

### Formula 1
| Sezona | Br. | Vozač            | Šasija                           | Motor           | Gume | Plasman | Bodovi |
| ------ | --- | ---------------- | -------------------------------- | --------------- | ---- | ------- | ------ |
| 1992.  | 34  | Alex Caffi       | Andrea Moda C4B Andrea Moda S921 | Judd GV 3.5 V10 | G    | –       | 0      |
| 1992.  | 35  | Enrico Bertaggia | Andrea Moda C4B Andrea Moda S921 | Judd GV 3.5 V10 | G    | –       | 0      |
| 1992.  | 34  | Roberto Moreno   | Andrea Moda S921                 | Judd GV 3.5 V10 | G    | –       | 0      |
| 1992.  | 35  | Perry McCarthy   | Andrea Moda S921                 | Judd GV 3.5 V10 | G    | –       | 0      |
| Sezona | Br. | Vozač            | Šasija                           | Motor           | Gume | Plasman | Bodovi |

Popis rezultata u Formuli 1
| 1992.            | 1992.              | 1992. | 1992. | 1992. | 1992. | 1992. | 1992. | 1992. | 1992. | 1992. | 1992. | 1992. | 1992. | 1992. | 1992. | 1992. | 1992. |
| ---------------- | ------------------ | ----- | ----- | ----- | ----- | ----- | ----- | ----- | ----- | ----- | ----- | ----- | ----- | ----- | ----- | ----- | ----- |
| Alex Caffi       | JAF {{Z\|JARU1928} | MEK   | BRA   | ŠPA   | SMR   | MON   | KAN   | FRA   | VBR   | NJE   | MAĐ   | BEL   | ITA   | POR   | JAP   | AUS   |       |
| Kvalifikacije    |                    |       |       |       |       |       |       |       |       |       |       |       |       |       |       |       |       |
| Utrka            | Pov.               | Nn.   |       |       |       |       |       |       |       |       |       |       |       |       |       |       |       |
| Enrico Bertaggia | JAF {{Z\|JARU1928} | MEK   | BRA   | ŠPA   | SMR   | MON   | KAN   | FRA   | VBR   | NJE   | MAĐ   | BEL   | ITA   | POR   | JAP   | AUS   |       |
| Kvalifikacije    |                    |       |       |       |       |       |       |       |       |       |       |       |       |       |       |       |       |
| Utrka            | Pov.               | Nn.   |       |       |       |       |       |       |       |       |       |       |       |       |       |       |       |
| Roberto Moreno   | JAF {{Z\|JARU1928} | MEK   | BRA   | ŠPA   | SMR   | MON   | KAN   | FRA   | VBR   | NJE   | MAĐ   | BEL   | ITA   | POR   | JAP   | AUS   |       |
| Kvalifikacije    |                    |       | 31.   | 31.   | 31.   | 26.   | 31.   |       | 31.   | 31.   | 30.   | 28.   |       |       |       |       |       |
| Utrka            | Npkv.              | Npkv. | Npkv. | Odu.  | Npkv. | Nt.   | Npkv. | Npkv. | Nkv.  | Nkv.  |       |       |       |       |       |       |       |
| Perry McCarthy   | JAF {{Z\|JARU1928} | MEK   | BRA   | ŠPA   | SMR   | MON   | KAN   | FRA   | VBR   | NJE   | MAĐ   | BEL   | ITA   | POR   | JAP   | AUS   |       |
| Kvalifikacije    |                    |       |       | 32.   | 32.   | 32.   | 32.   |       | 32.   | 32.   | 31.   | 29.   |       |       |       |       |       |
| Utrka            | Nn.                | Npkv. | Npkv. | Npkv. | Nn.   | Nt.   | Npkv. | Nt.   | Npkv. | Nkv.  |       |       |       |       |       |       |       |

- Perry McCarthy na VN Španjolske, VN Monaka, VN Kanade, VN Njemačke i VN Mađarske nije ni zabilježio kvalifikacijsko vrijeme, već je samo službeno vođen kao posljednji vozač u kvalifikacijama.

## Vanjske poveznice
Andrea Moda Formula - StatsF1